# Edat d'or danesa

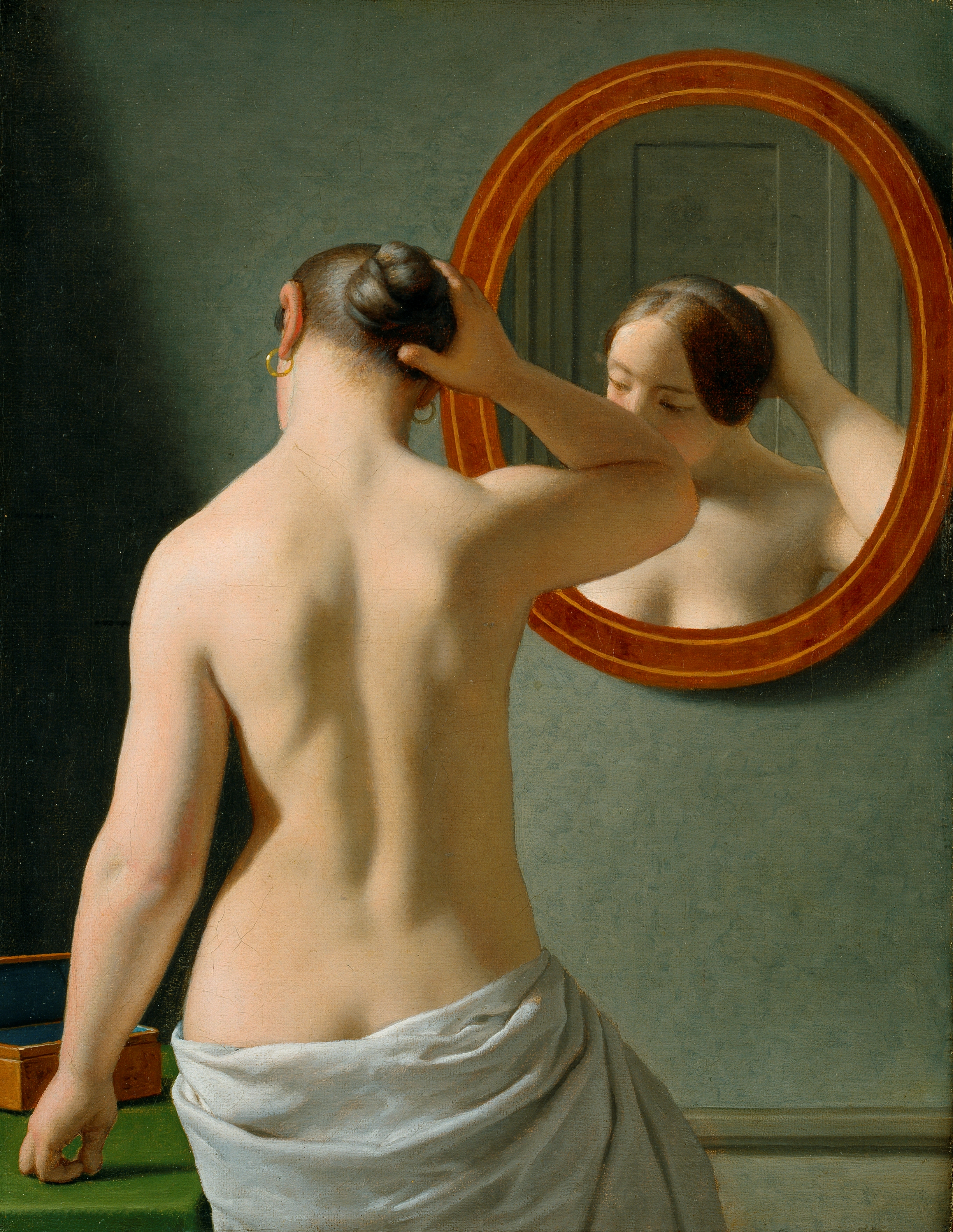
Christoffer Wilhelm Eckersberg, Dona davant del mirall, 1841. Neoclassicisme francès transmutat en estil Biedermeier.

L'Edat d'or danesa (en danès Den danske guldalder) o Escola de Copenhaguen (en danès Københavnerskolen) abasta un període de producció creativa a Dinamarca, especialment durant la primera meitat del segle xix. Tot i que Copenhaguen havia patit incendis, un bombardeig i la fallida nacional, les arts va entomar un nou període de creativitat catalitzat pel romanticisme provinent d'Alemanya. El període és associat, de manera més comuna, amb l'edat d'or de la pintura danesa, des del 1800 fins al voltant de 1850, època que abasta el treball de Christoffer Wilhelm Eckersberg i els seus estudiants, incloent Wilhelm Bendz, Christen Købke, Martinus Rørbye, Constantin Hansen i Wilhelm Marstrand, així com l'escultura de Bertel Thorvaldsen.
També va contemplar el desenvolupament de l'arquitectura danesa en estil neoclàssic. Copenhaguen, en particular, va adquirir un nou aspecte, amb edificis dissenyats per Christian Frederik Hansen i Michael Gottlieb Bindesbøll.
En relació amb la música, l'Edat d'Or abasta una sèrie de figures inspirades en el nacionalisme romàntic danès, incloent J. P. E. Hartmann, Hans Christian Lumbye, Niels W. Gade i el mestre de ballet August Bournonville. La literatura se centra en el pensament romàntic, introduït el 1802 pel filòsof noruec-alemany Henrik Steffens. Alguns contribuents clau foren Adam Oehlenschläger, Bernhard Severin Ingemann, N. F. S. Grundtvig i, finalment però no menys important, Hans Christian Andersen, tel proponent del conte de fades modern. Søren Kierkegaard afavorí la filosofia mentre Hans Christian Ørsted assolia progressos fonamentals en el camp de la ciència. Així, l'edat d'or va tenir un profund efecte no només sobre la vida a Dinamarca, però, amb el temps, també en el front internacional.

## Rerefons i context

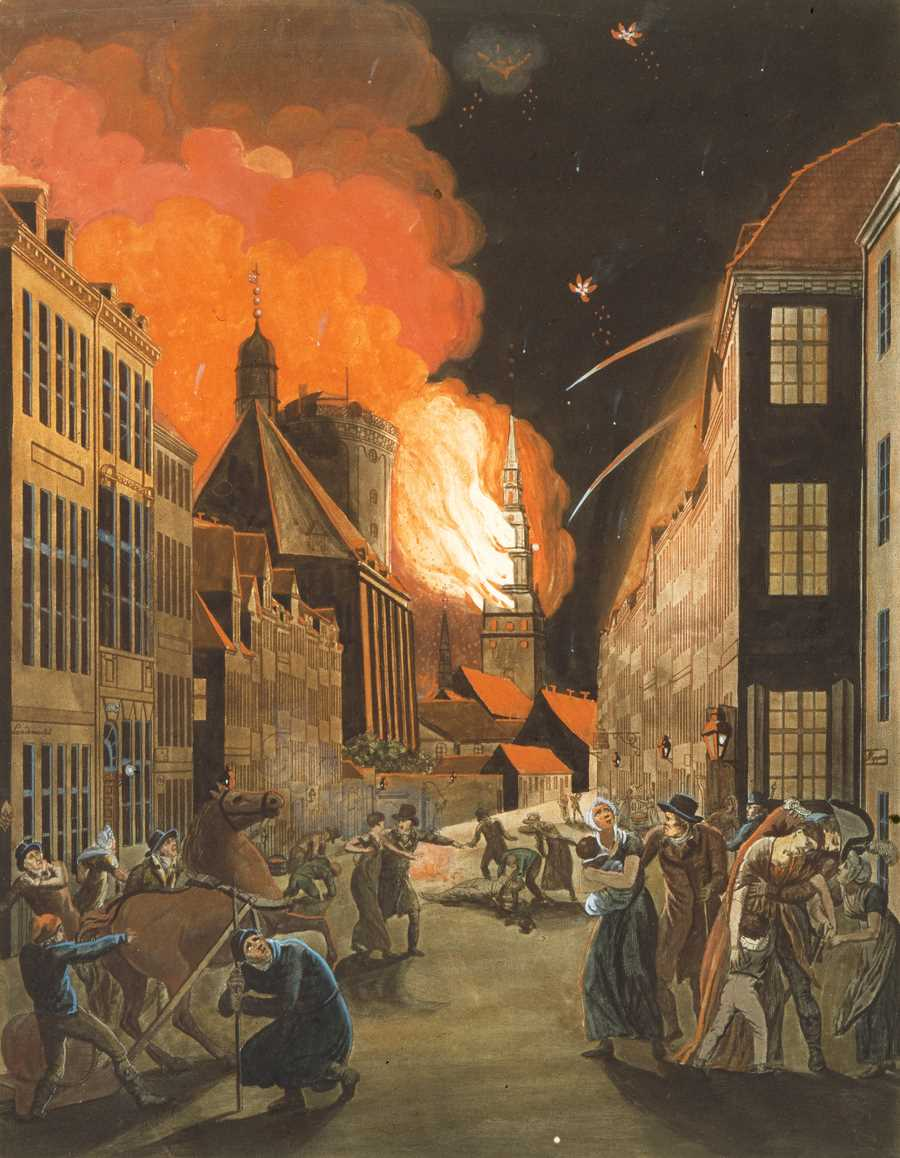
Copenhaguen en flames per C.W. Eckersberg (1807)

Els orígens de l'Edat d'Or es remunten al voltant del principi del segle xix. Sorprenentment, aquest va ser un període molt difícil per a Dinamarca. Copenhaguen, el centre de la vida intel·lectual del país, va experimentar per primera vegada grans incendis en 1794 i 1795 que va destruir tant el Palau de Christiansborg com grans zones de la ciutat interior. En 1801, com a resultat de la participació del país en la Lliga de Neutralitat Armada, la flota britànica va infligir greus danys a la ciutat durant la Batalla de Copenhaguen . En 1807, els rumors que els francesos podrien obligar a Dinamarca a tancar la Bàltica als seus enviament, els britànics, un cop més bombardejaren Copenhaguen, i aquesta vegada es dirigiren específicament a la ciutat i la seva població civil. Després, en 1813, com a resultat de la incapacitat del país per suportar els costos de la guerra, Dinamarca va declarar una fallida de l'Estat. Per empitjorar les coses, Noruega va deixar de ser part del regne de Dinamarca quan va ser cedida a Suècia l'any següent.
La devastació de Copenhaguen, però, proporcionà noves oportunitats. Els arquitectes i planificadors obriren carrers i construïren edificis neoclàssics de bonic disseny que ofereïen una mirada més brillant i íntima. En aquest moment, amb una població de només 100.000 habitants, la ciutat era encara molt petita, construïda dins dels límits de les antigues muralles. Com a resultat, les principals figures de l'època es reunien amb freqüència, compartint les seves idees, de manera que les arts i les ciències s'ajuntaven. Henrik Steffens fou potser el defensor més eficaç de la idea romàntica. En una sèrie de conferències a Copenhaguen, va transmetre amb èxit les idees que hi havia darrere de romanticisme alemany per als danesos. Pensadors influents, com Oehlenschläger i Grundtvig es van afanyar a portar els seus punts de vista. No va passar molt temps abans que els danesos de totes les branques de les arts i les ciències estiguessin involucrats en una nova era de nacionalisme romàntic, coneguda posteriorment com l'Edat d'Or danesa.

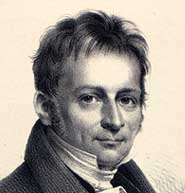
Henrik Steffens (1773-1845), que va fer diverses conferències sobre romanticisme alemany

Especialment en el camp de la pintura, el canvi es va fer evident. Mentre que l'art havia servit prèviament per defensar la monarquia i l'establishment, Christoffer Wilhelm Eckersberg i els seus estudiants es va adonar que, amb l'arribada de la industrialització, les classes mitjanes anaven guanyant cada vegada més poder i influència. El gran art històric va donar pas a gèneres pictòrics i a paisatges, àmpliament atractius però menys pretensiosos.
Generalment s'accepta que l'edat d'or es va perllongar fins als volts del 1850. En aquesta època, la cultura danesa va patir l'esclat de la Primera Guerra de Schleswig (1848 fins a 1851). A més, les reformes polítiques que impliquen la fi de la monarquia absoluta en 1848 i l'adopció de la constitució danesa a l'any següent van marcar el començament d'una nova era. Finalment, l'extensió de Copenhaguen més enllà de les antigues muralles, durant la dècada del 1850 va obrir nous horitzons per a l'expansió urbana.
No va ser sinó fins al 1890 que el filòsof danès Valdemar Vedel va utilitzar per primera vegada el terme Guldalderen o Edat d'Or (literalment "Era d'Or") per descriure el període. El 1896, l'autor Vilhelm Andersen contemplava l'Edat d'Or iniciada per Henrich Steffens com el període més ric de la història cultural de Dinamarca.

## Pintura
Al començament del segle xix, l'Edat d'Or de la pintura danesa va sorgir per formar un estil nacional diferent, per primera vegada des de l'edat mitjana; el període va durar fins a mitjan segle. Té un estil de dibuix basat en la pintura barroca als Països Baixos, especialment la seva pintura de paisatge, i que representa la llum del nord que és suau però permet forts contrastos de color. El tractament de les escenes és típicament una versió idealitzada de la realitat, però sense pretensions que sigui així, i apareix més realista del que realment és. Les escenes interiors, sovint petits retrats de grups, també són comuns, amb un tractament similar dels humils objectes i mobles domèstics, sovint del cercle d'amics de l'artista. El petit art danès era vist des de fora del país (de fet, la majoria roman allí fins avui), tot i que la destacada figura de la pintura romàntica alemanya, Caspar David Friedrich, fou important en la difusió de la seva influència a Alemanya.
Una figura crucial va ser Christoffer Wilhelm Eckersberg, que havia estudiat a París amb Jacques-Louis David i va ser influenciat més cap a lneoclassicisme per l'escultor Bertel Thorvaldsen. Eckersberg va ensenyar a l'Acadèmia entre 1818-1853, arribà a ser-ne director de 1827 a 1828, i va ser una important influència en la següent generació, en què la pintura de paisatge va sortir a la llum. Ell va ensenyar a la majoria dels principals artistes de l'època, incloent: Wilhelm Bendz, Albert Küchler, Christen Købke, Vilhelm Kyhn, Jørgen Roed, Holger Roed, Martinus Rørbye, Constantin Hansen i Wilhelm Marstrand.

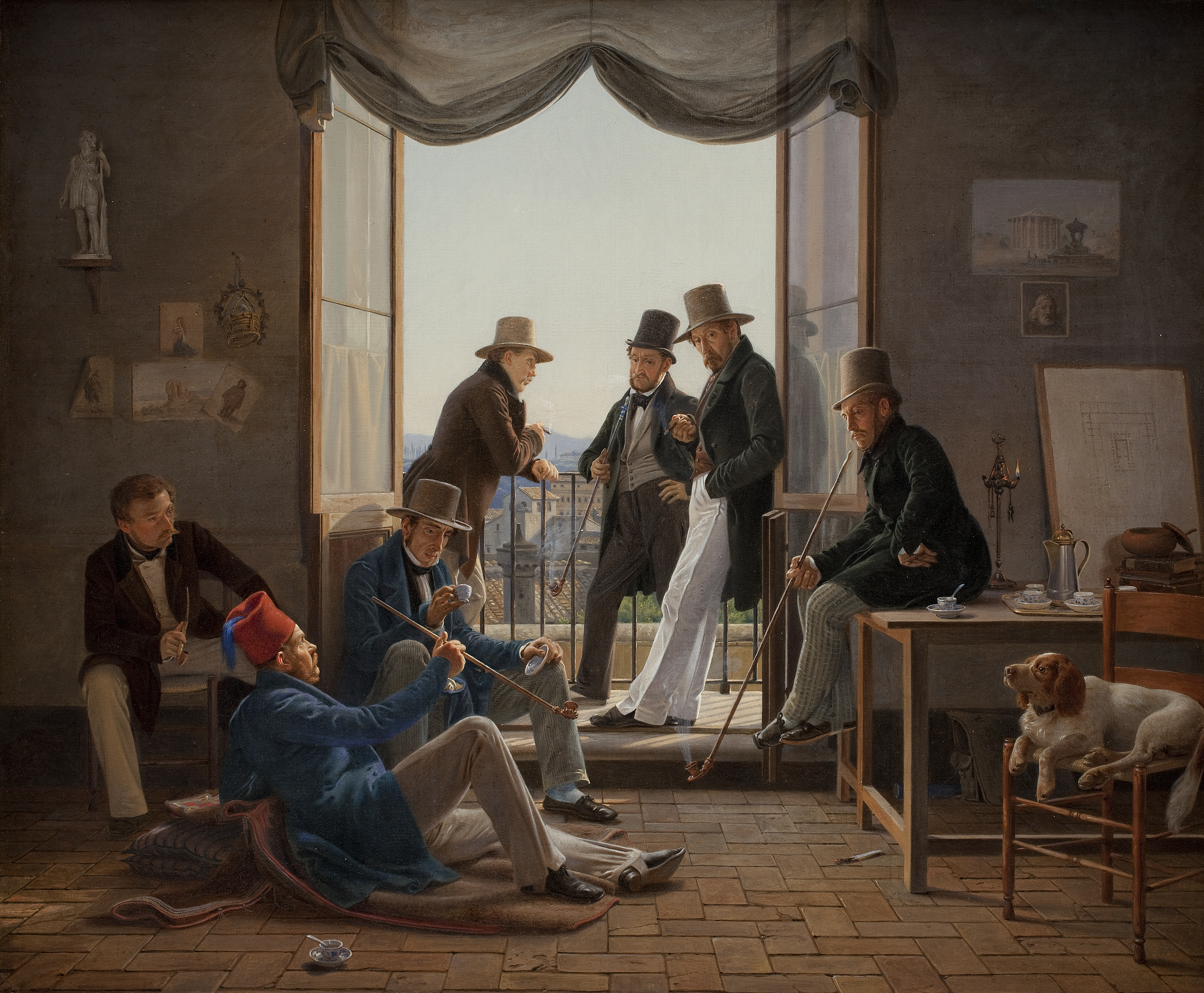
Companyia d'artistes danesos a Roma, pintat per Constantin Hansen, 1837. Estès a terra trobem l'arquitecte Bindesbøll. D'esquerra a dreta : Constantin Hansen, Martinus Rørbye, Wilhelm Marstrand, Albert Küchler, Ditlev Blunck i Jørgen Sonne

Una investigació de dibuixos, dibuixos subjacents, esbossos a l'oli i pintures acabades per Eckersberg i els seus alumnes Christen Købke i Constantin Hansen, utilitzant els seus punts de vista italians com a exemples, apunta a una sèrie d'aspectes importants que aporten llum sobre el procés creatiu en la pintura danesa de l'Edat d'Or durant la primera meitat del segle xix. Els dibuixos preliminars - preferiblement dibuixos de composició - que es van fer davant del motiu van ser meticulosament construïts i reproduïen molts detalls. L'arquitectura rebé major atenció dels pintors, mentre que la vegetació, roques i pedres, així com les figures en el paisatge van rebre una prioritat més baixa. El dibuix fet directament des del motiu era quadrat en diversos casos, amb vista a la seva transferència a la pintura, que sovint no era major que el dibuix. Alguns elements podien ser alterats durant el procés, però en general l'artista va conservar les disposicions originals amb força precisió. En alguns casos, l'arquitectura era conscientment alterada per tal d'enfortir les formes i crear harmonia en la imatge. D'aquesta manera, podem demostrar que, si bé els motius italians semblen realistes, a primera vista, van ser, no obstant això, ajustats o fins i tot manipulats pels artistes.
Entre els artistes més destacats artistes de l'Edat d'Or de la pintura danesa cal esmentar Wilhelm Bendz (1804-1832), recordat pels seus molts retrats tècnicament reeixits d'altres artistes com ara Ditlev Blunck i Christen Christensen, una escena de la classe d'anatomia de l'Acadèmia, així com els retrats de grup "Una festa del tabac" i "Artista a la tarda a la cafeteria Finch de Múnic"; Constantin Hansen (1804-1880), profundament interessat en la literatura i mitologia i inspirat en Niels Laurits Høyen, que va desenvolupar la pintura històrica nacional basada en la mitologia nòrdica i pintà molts retrats, entre ells la històrica Assemblea Constitucional (Den grundlovgivende Rigsforsamling);
Christen Købke (1810-1848), influenciat per Niels Laurits Høyen, un historiador de l'art que va promoure un enfocament nacionalista on demanava als artistes de cercar temes en la vida popular del seu país en lloc de buscar temes en altres països com Itàlia; Wilhelm Marstrand (1810-1873), un artista molt productiu que dominà una notable varietat de gèneres, recordat especialment per una sèrie d'obres que s'han convertit en fites familiars de la història i la cultura danesa: escenes dels salons i carrers de Copenhaguen durant la seva joventut; la festa i la vida pública capturada a Roma; els molts retrats representatius de ciutadans i innovadors; fins i tot els encàrrecs monumentalistes per a les universitats i la monarquia; i Martinus Rørbye (1803-1848), recordat pel seus gèneres pictòrics de Copenhaguen, pels seus paisatges i per les seves pintures arquitectòniques, així com per als molts esbossos que va fer durant els seus viatges als països poques vegades explorat en el moment. Entre altres artistes, C. A. Jensen (1792-1870) especialitzat gairebé exclusivament en retrats.
A les darreries de període pictòric, sobretot en l'art del paisatge, aquest va quedar atrapat en el tema polític de la Qüestió Schleswig-Holstein, una qüestió de vital importància per als danesos, però notòriament impenetrable per a la majoria d'altres a Europa. Però no va ser fins a la dècada del 1870 quan un grup de joves artistes van desafiar l'Acadèmia i van estudiar a París, on abraçaren un nou estil realista i impressionista que començava a sorgir.

### Pintura depaisatge
L'historiador de l'art Niels Laurits hoyen que va ensenyar a l'Acadèmia va animar als seus estudiants al seu torn a la pintura de paisatge. Johan Thomas Lundbye, Christen Købke, P. C. Skovgaard, Dankvart Dreyer, Louis Gurlitt i Martinus Rørbye estaven entre els que van desenvolupar un nou enfocament de gènere, concentrant-se en escenes del camp danesa

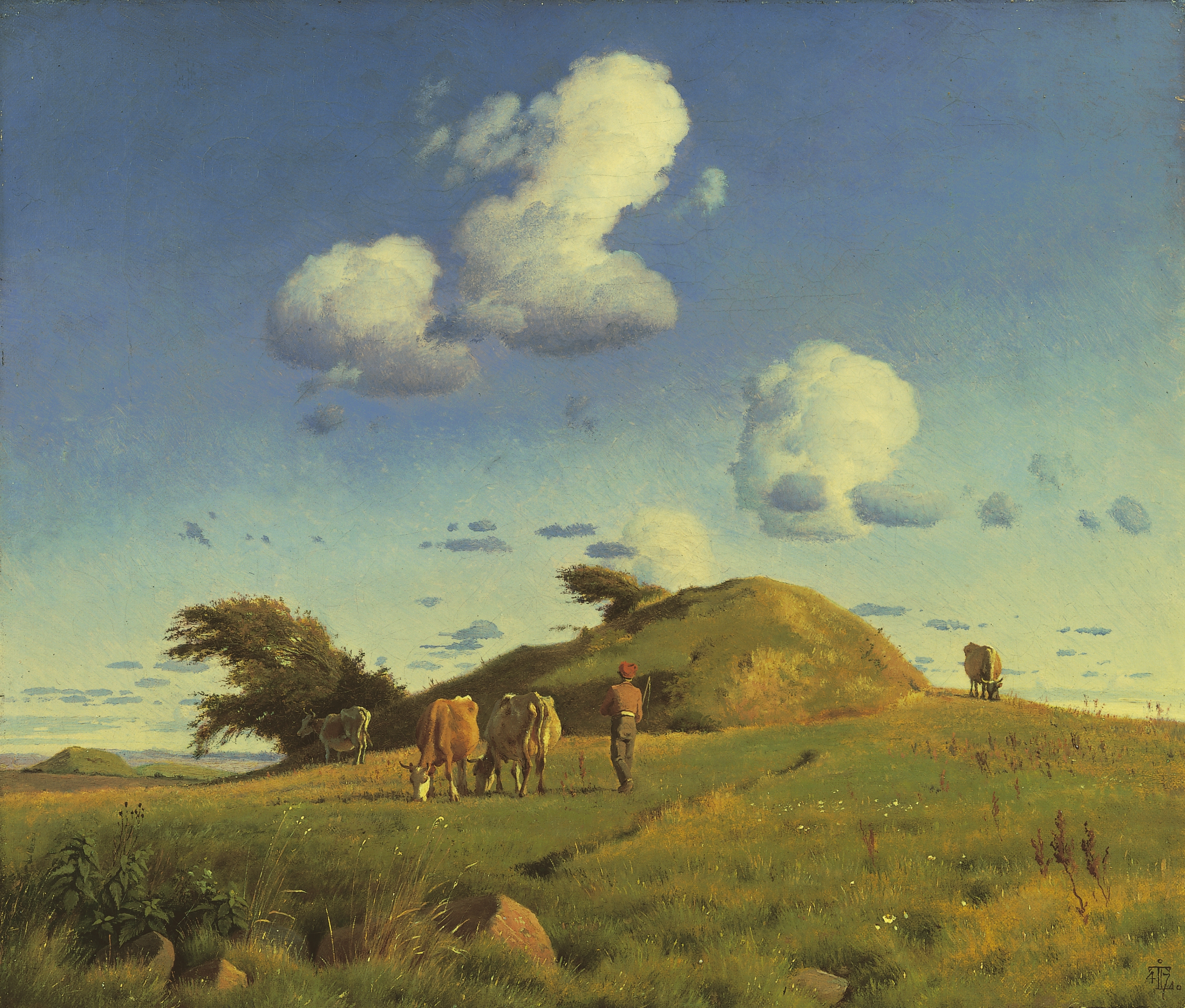
Hankehøj per Johan Thomas Lundbye (1847)
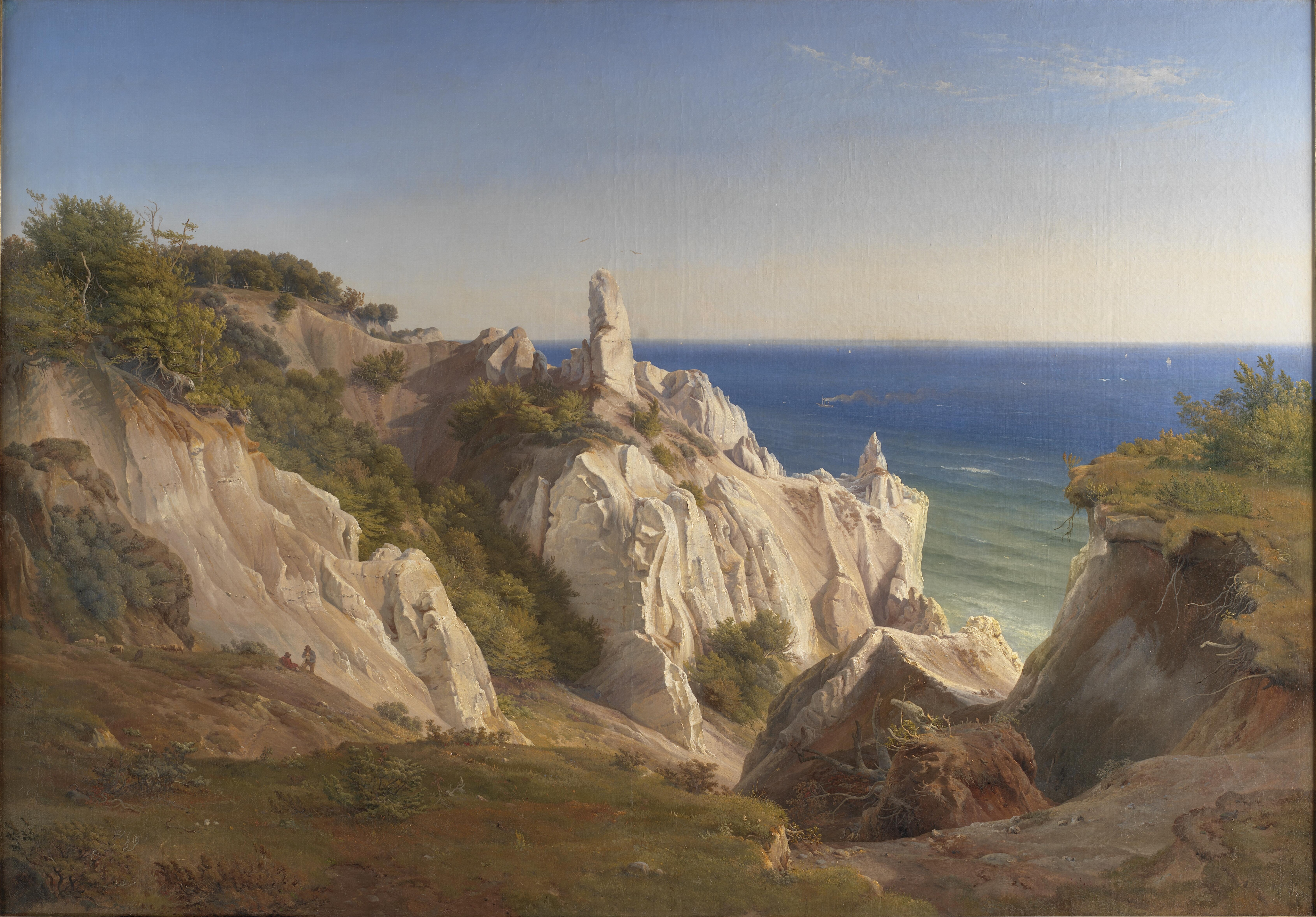
Møns Klint per Louis Gurlitt (1842)
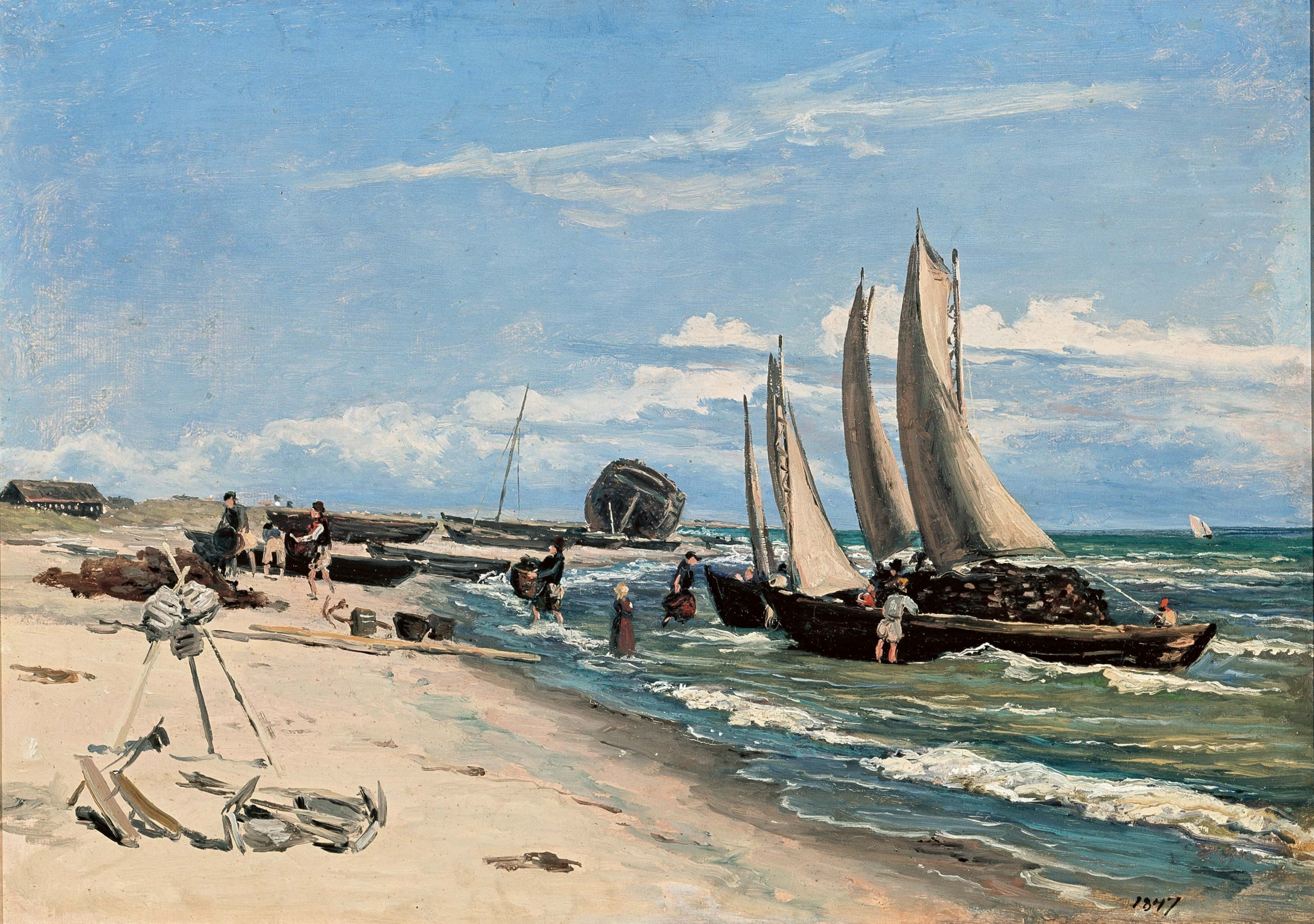
La platja de Skagen Vesterby per Martinus Rørbye (1847)
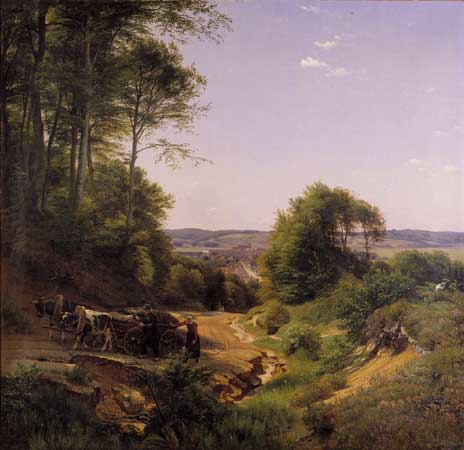
Vista damunt Vejle per P. C. Skovgaard (1852)

### Gènere pictòric i retrats
Un nou tipus de pintura de gènere també va sorgir durant l'Edat d'Or. Els interiors que representen les classes mitjana i alta en la configuració correcta eren un motiu favorit. Els retrats segueixen el mateix patró.

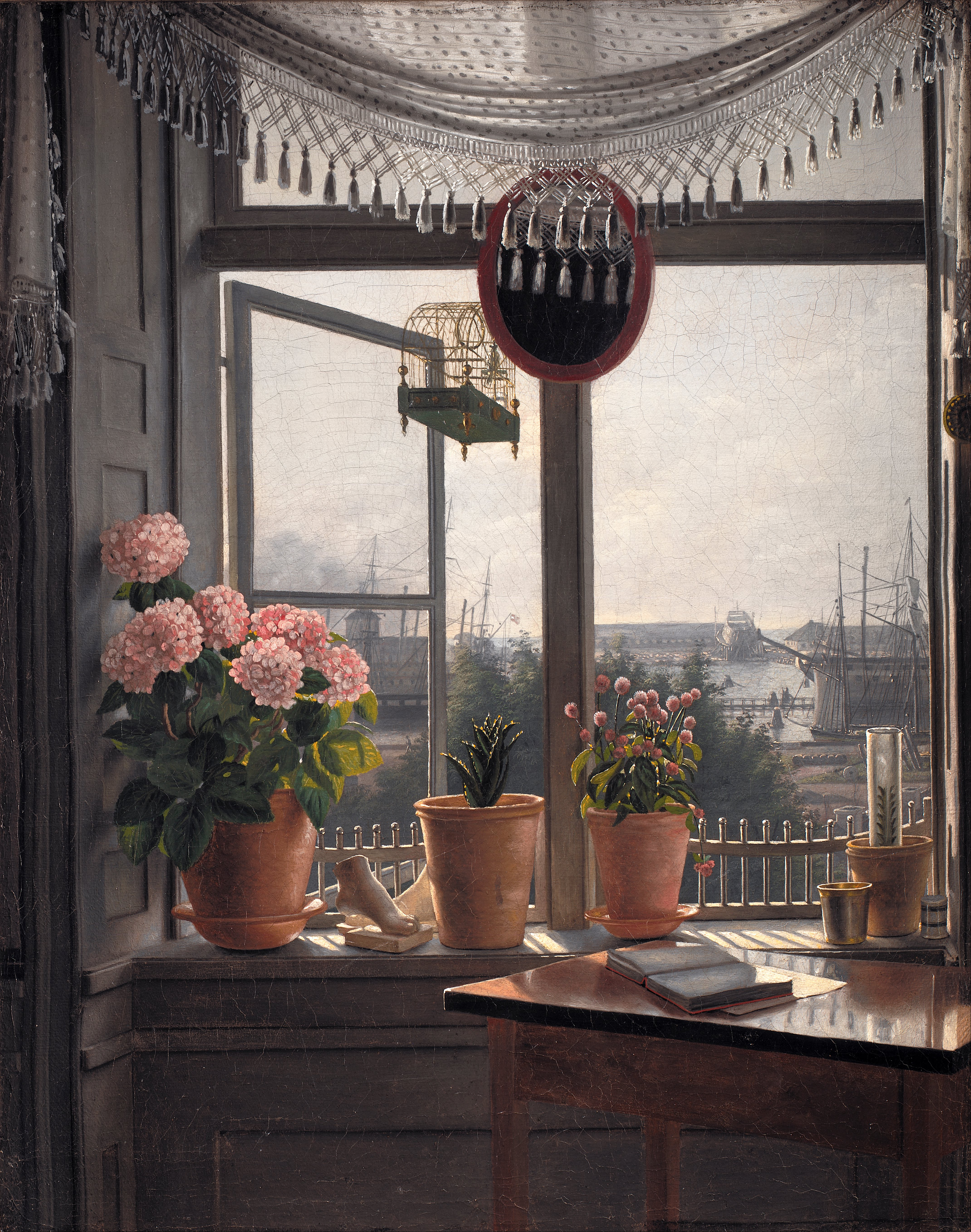
Vista des de la finestra de l'artista per Martinus Rørbye (1825)
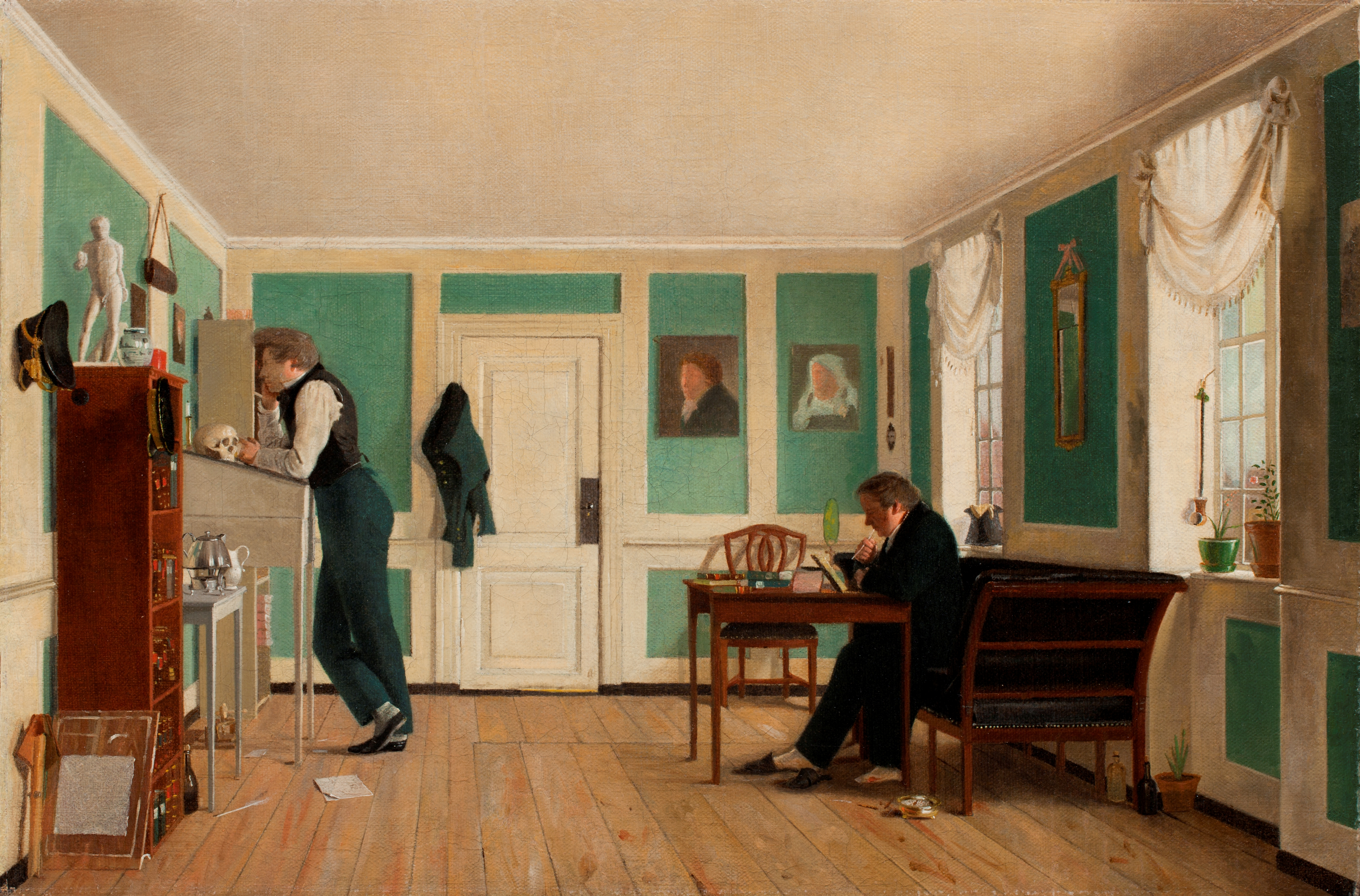
Interior sobre Amaliegade per Wilhelm Bendz (1826)
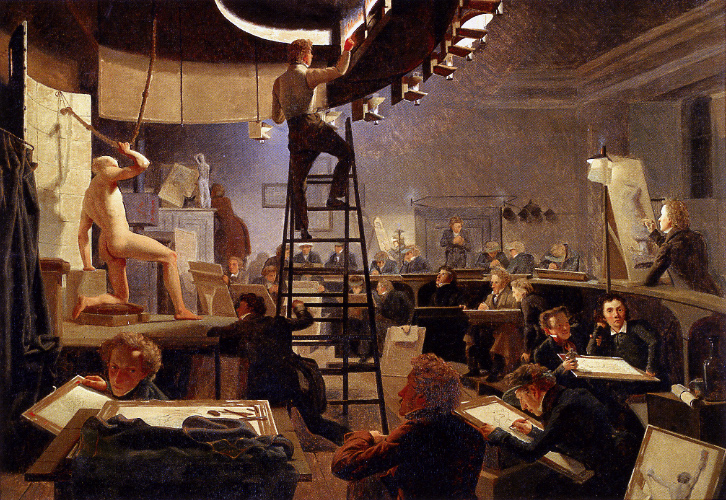
Classe de model a l'Acadèmia Danesa per Wilhelm Bendz (1826)
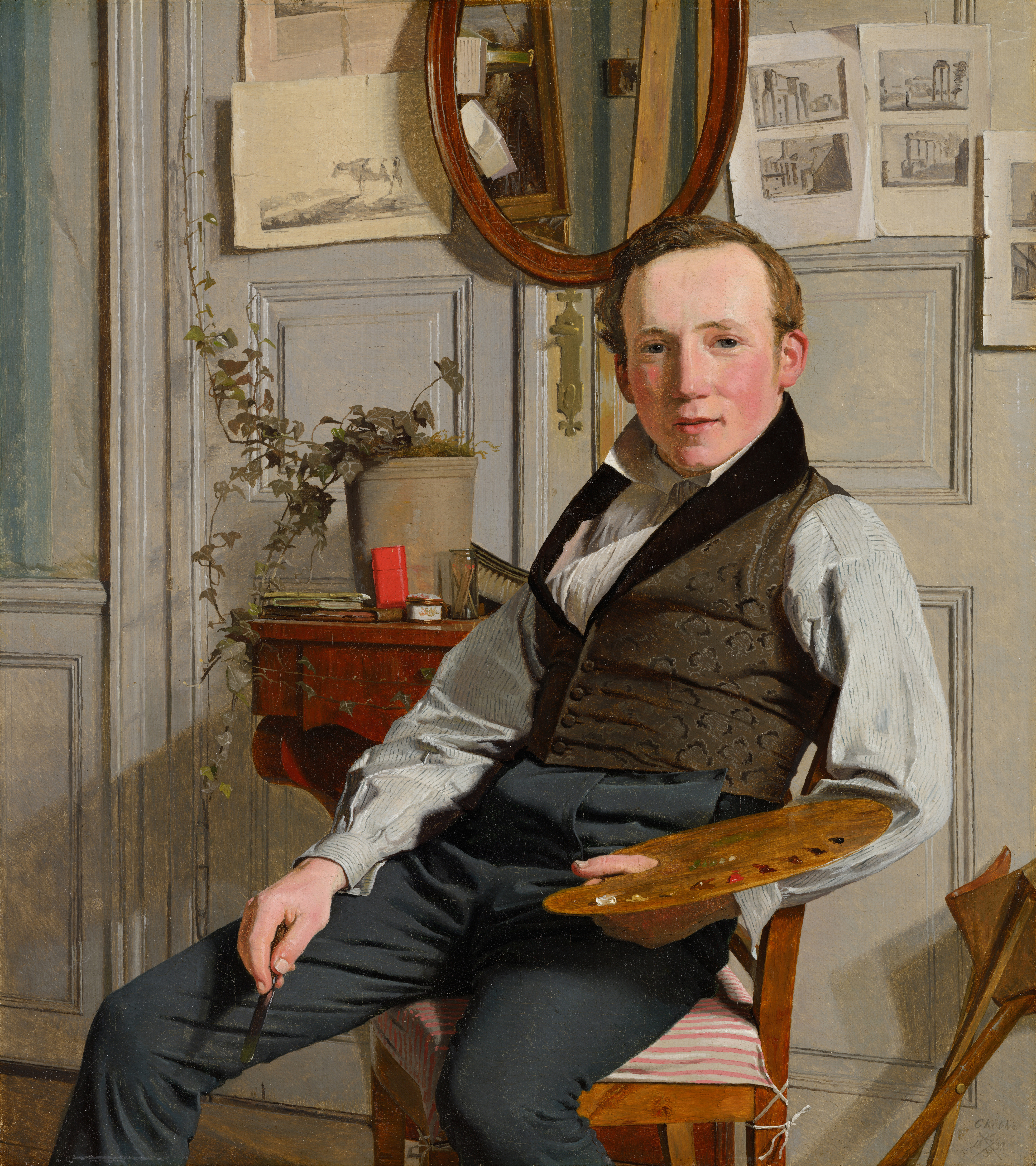
Retrat de Frederik Sødring per Christen Købke (1832)

## Escultura
Bertel Thorvaldsen, fortament influenciat per la seva llarga estada a Roma des del 1797, creà moltes obres reconegudes a nivell internacional en el seu pur estil neoclàssic. El seu gran èxit va ser Jàson amb el Velló d'Or que va ser molt elogiat per Antonio Canova i comprat per Thomas Hope, un ric col·leccionista d'art britànic. Altres obres conegudes són la gran estàtua de Crist en la Catedral de Copenhaguen i el Monument al Lleó a Lucerna. Moltes de les seves obres es poden veure a Museu Thorvaldsen, que no es va completar fins al 1848, quatre anys després de la seva mort de Copenhaguen.
Altres col·laboradors de l'escultura en l'Edat d'Or inclouen Hermann Ernst Freund, el treball del qual es va centrar en déus escandinaus, i Herman Wilhelm Bissen, que va esculpir figures contemporànies com Landsoldaten  (El soldat d'infanteria), un monument de la victòria a la guerra de 1848-51.

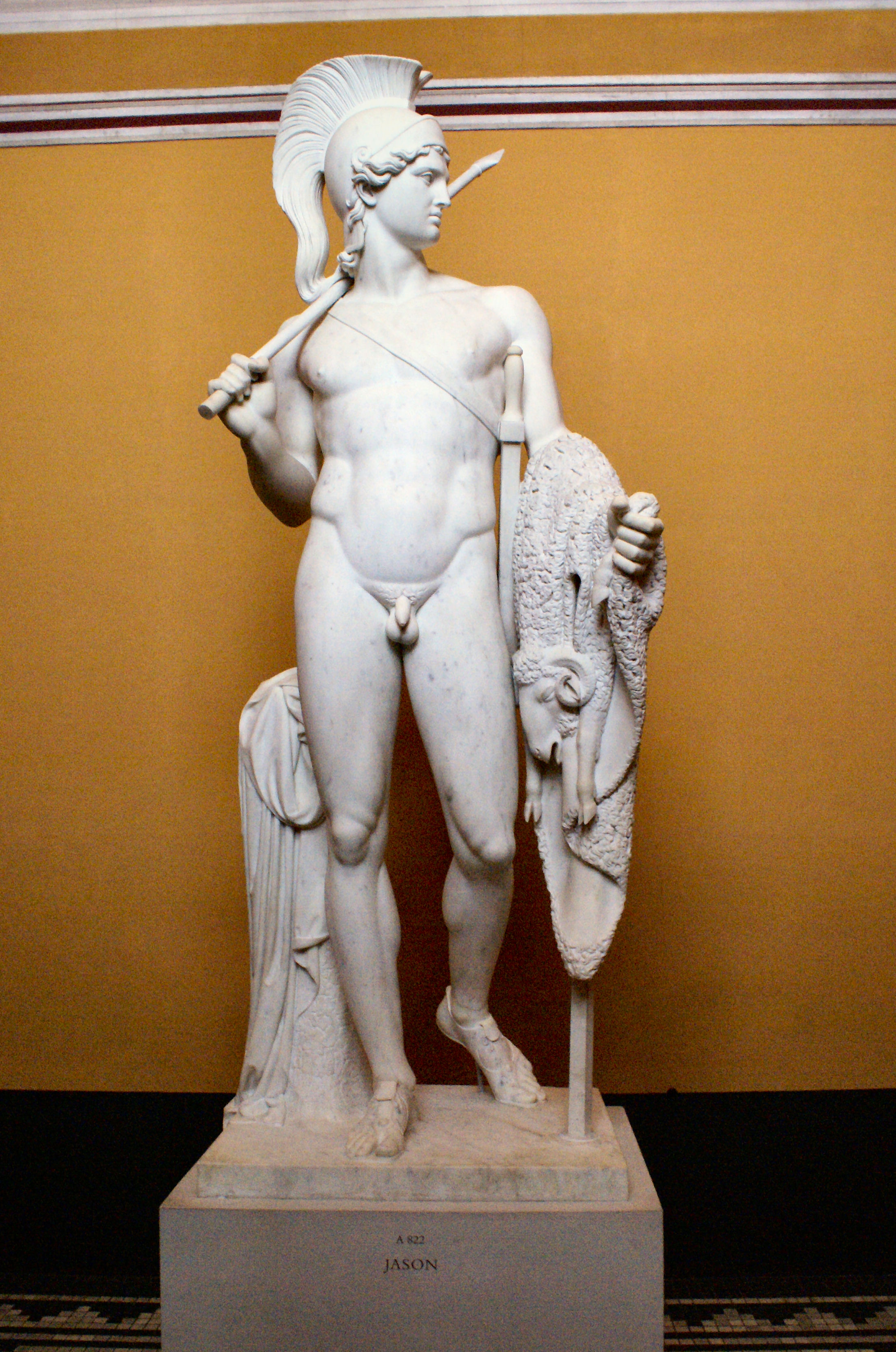
Jàson amb el Velló d'Or per Bertel Thorvaldsen (1802–03)
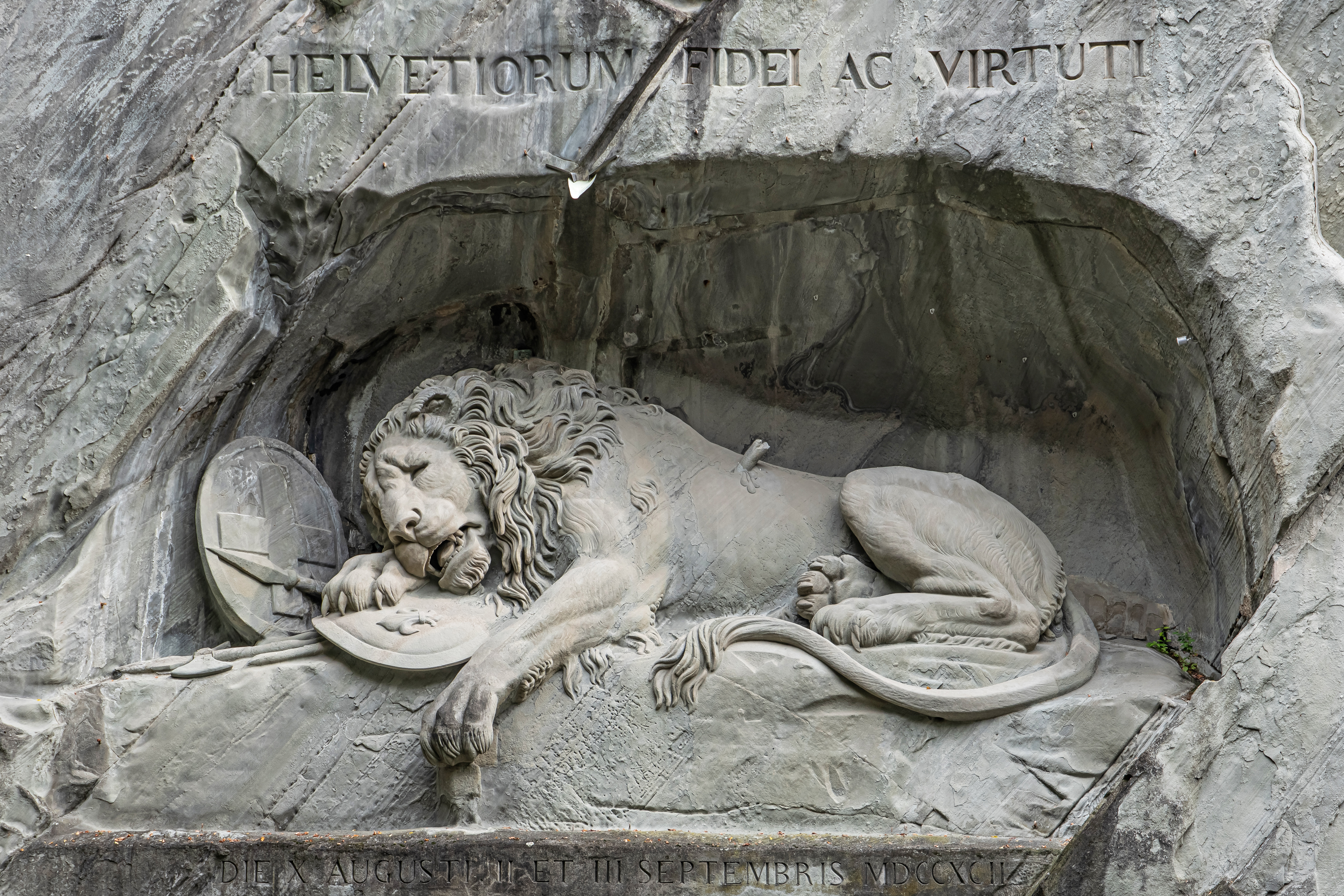
Monument al lleó per Bertel Thorvaldsen (1819)
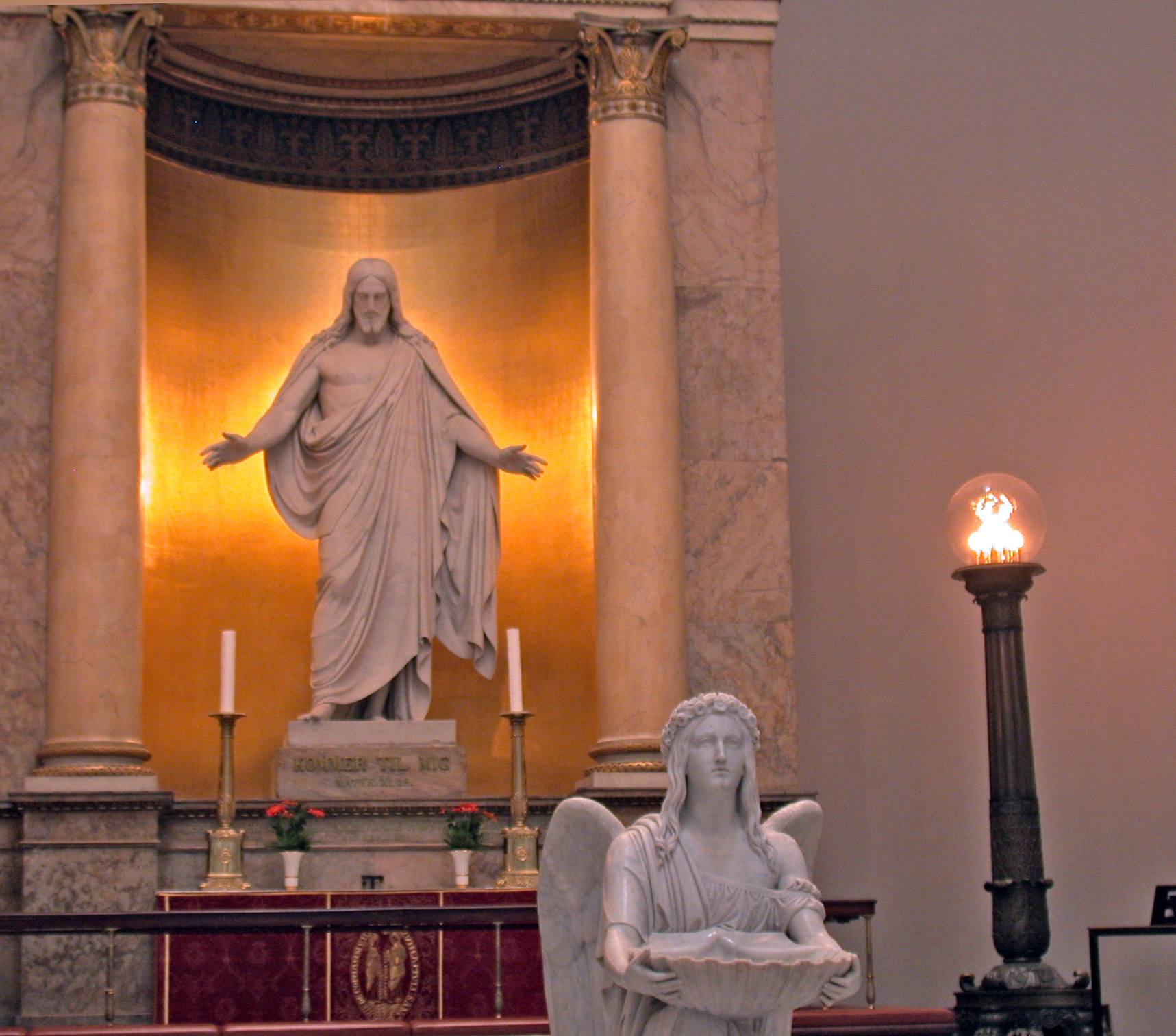
Estàtua de Crist a la Catedral de Copenhaguen per Berthel Thorvaldsen (1838)
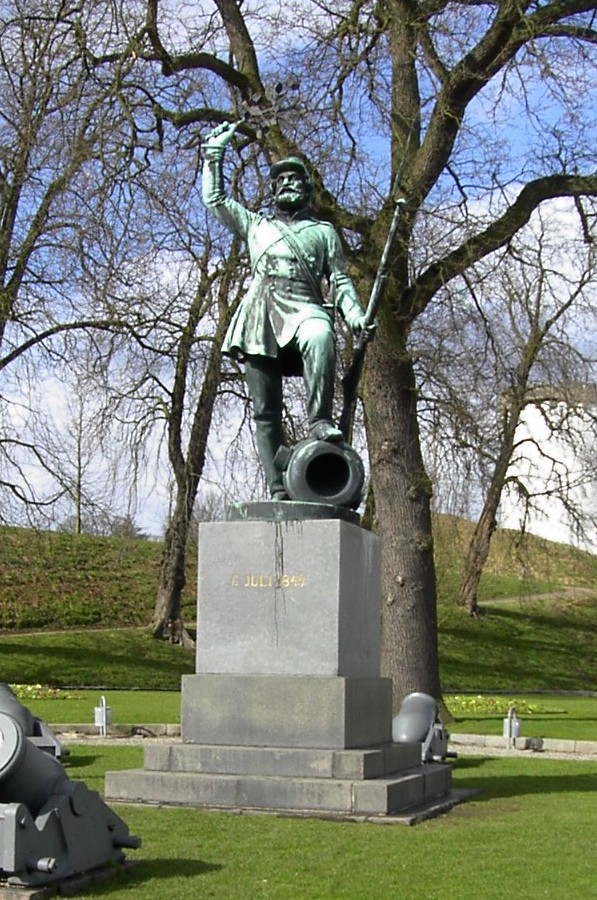
El soldat d'infanteria per Herman Wilhelm Bissen (1858)

## Arquitectura

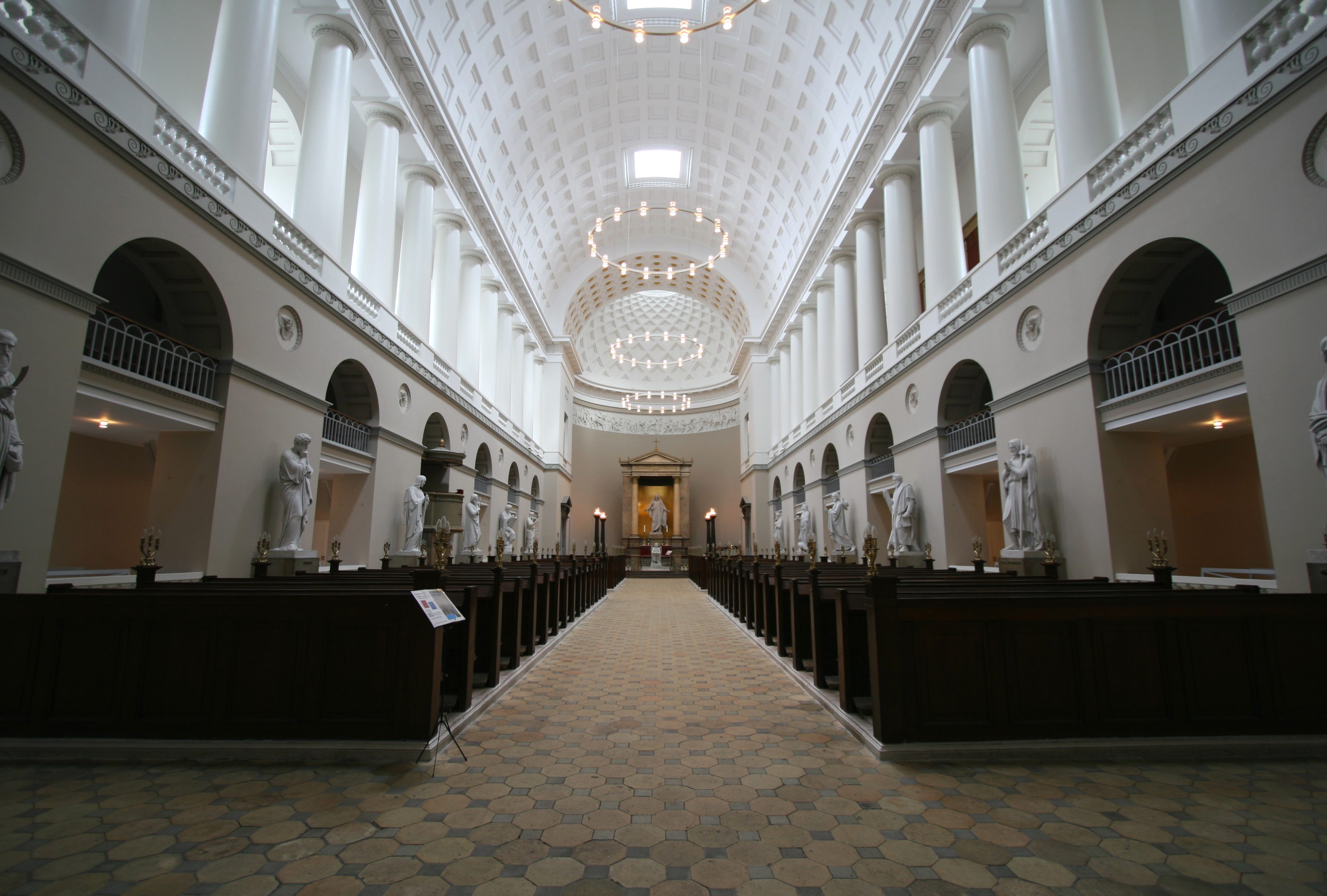
Catedral de Nostra Senyora, Copenhaguen per C.F. Hansen (1829), estàtues de Bertel Thorvaldsen

Durant l'Edat d'Or, Copenhaguen, en particular, va adquirir un nou aspecte, quan arquitectes inspirats pel neoclassicisme repararen gran part del dany causat per un incendi en 1795 i pel bombardeig britànic de la ciutat en 1807.
Basant-se en l'experiència de C. F. Harsdorff
a la fi del segle xviii, el principal impulsor del classicisme en l'edat d'or va ser Christian Frederik Hansen que va desenvolupar un estil més aviat sever amb formes simples, netes i grans superfícies contínues inspirades en l'arquitectura de l'antiga Grècia i Roma. Des de 1800, estava a càrrec de tots els grans projectes de construcció a Copenhaguen on va dissenyar el Palau de Justícia i l'Ajuntament de Copenhaguen (1805-1815) a Nytorv. També va ser responsable de la reconstrucció de l'Església de Nostra Senyora (Vor Frue Kirke) i del disseny de la plaça circumdant (1811–1829).
En 1800, Hansen també va ser encarregat de la reconstrucció del Palau de Christiansborg que s'havia incendiat el 1794. Va treballar amb Gustav Friedrich Hetsch que va completar els interiors. Per desgràcia, el palau es va cremar una vegada més en 1884. Tot el que queda és la magnífica capella que, amb les seves columnes jòniques, transmet una sensació d'antiguitat.
Michael Gottlieb Bindesbøll és recordat sobretot pel disseny del Museu Thorvaldsen. En 1822, quan era jove, havia experimentat el classicisme de Karl Friedrich Schinkel a Alemanya i França i s'havia reunit amb l'arquitecte i arqueòleg nascut a Alemanya Franz Gau, que el va introduir a l'acolorida arquitectura de l'antiguitat. El seu oncle, Jonas Collin, que era un actiu funcionari d'art i cultura en la cort de Frederic VI, va despertar l'interès del rei en un museu per a l'obra de Bertel Thorvaldsen, l'escultor danès-islandès, i va demanar a Bindesbøll de fer alguns esbossos per a l'edifici. Donat que els dissenys de Bindensbøll destacaven dels d'altres arquitectes, se li va donar l'encàrrec de construir un edifici que allotgés el museu. Emulant la construcció de l'Erectèon i el Partenó com a edificis independents alliberats del pla urbà tradicional de carrers tancats, va completar l'obra en 1848.
Andreas Hallander i Johan Martin Quist van ser alguns dels que va reconstruir les cases en les seccions anteriors de Copenhaguen, que havien estat destruïdes pel foc.

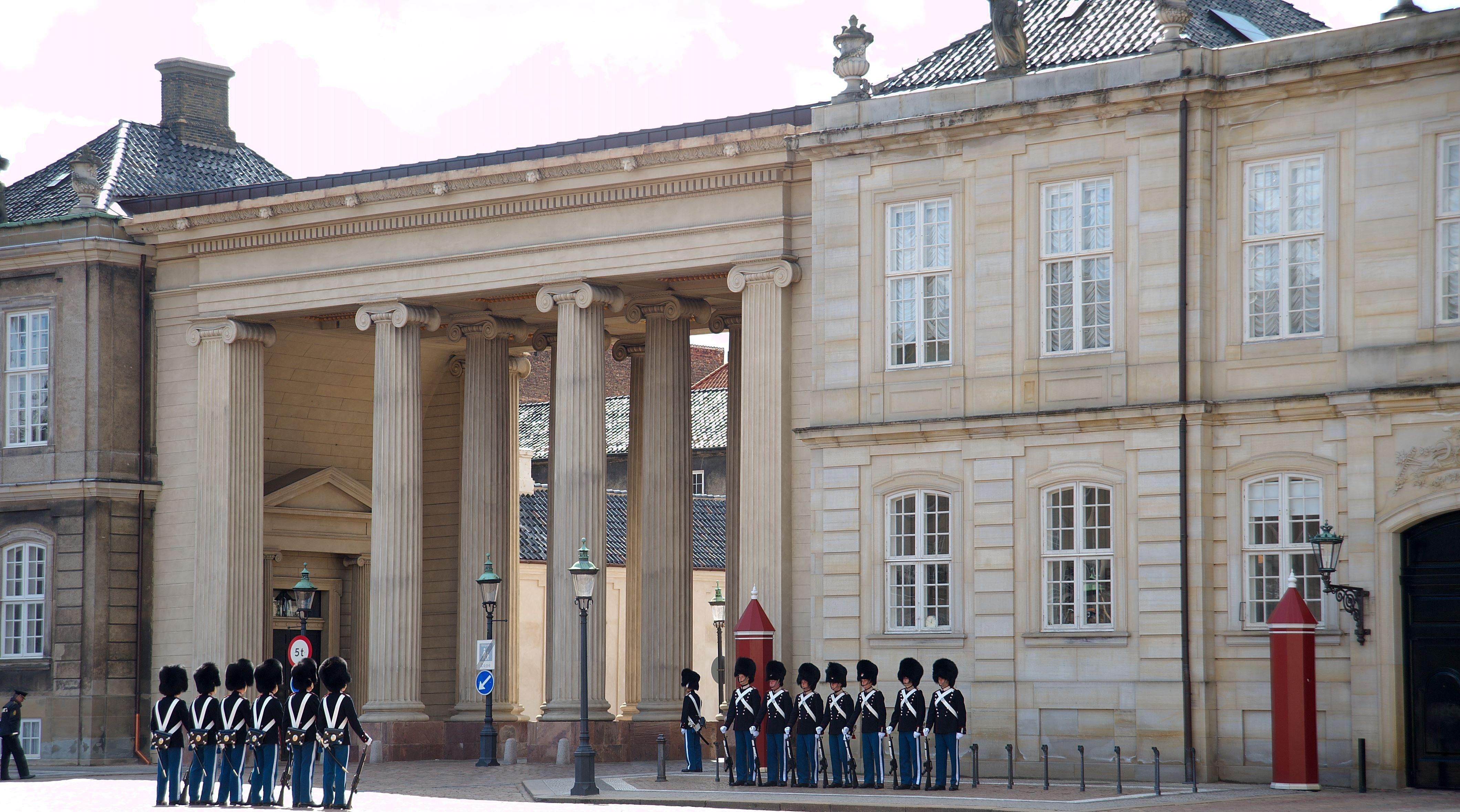
Columnata a Palau d'Amalienborg (1794-1795) per C. F. Harsdorff
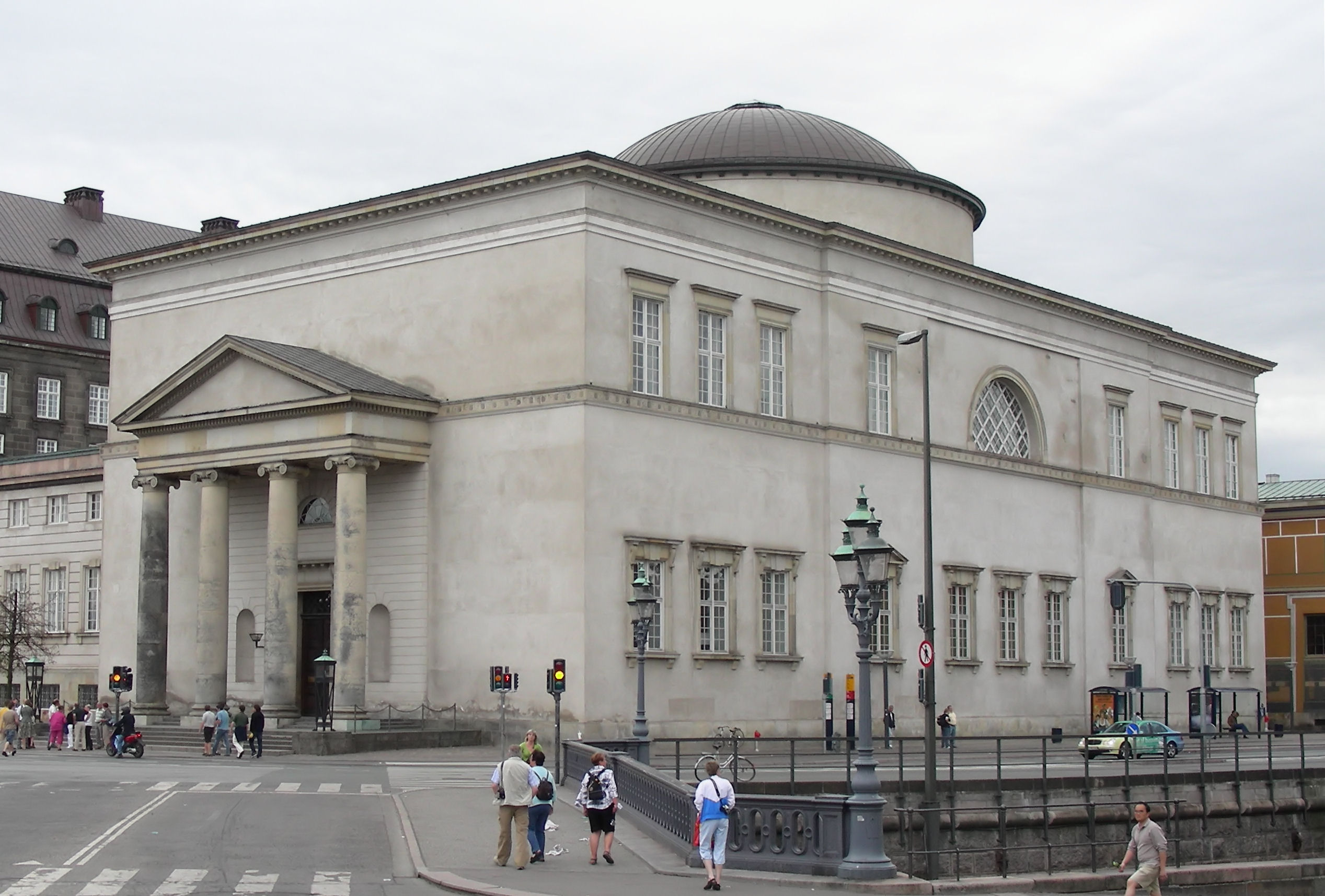
Capella del Palau de Christiansborg per C.F. Hansen (1813–26)
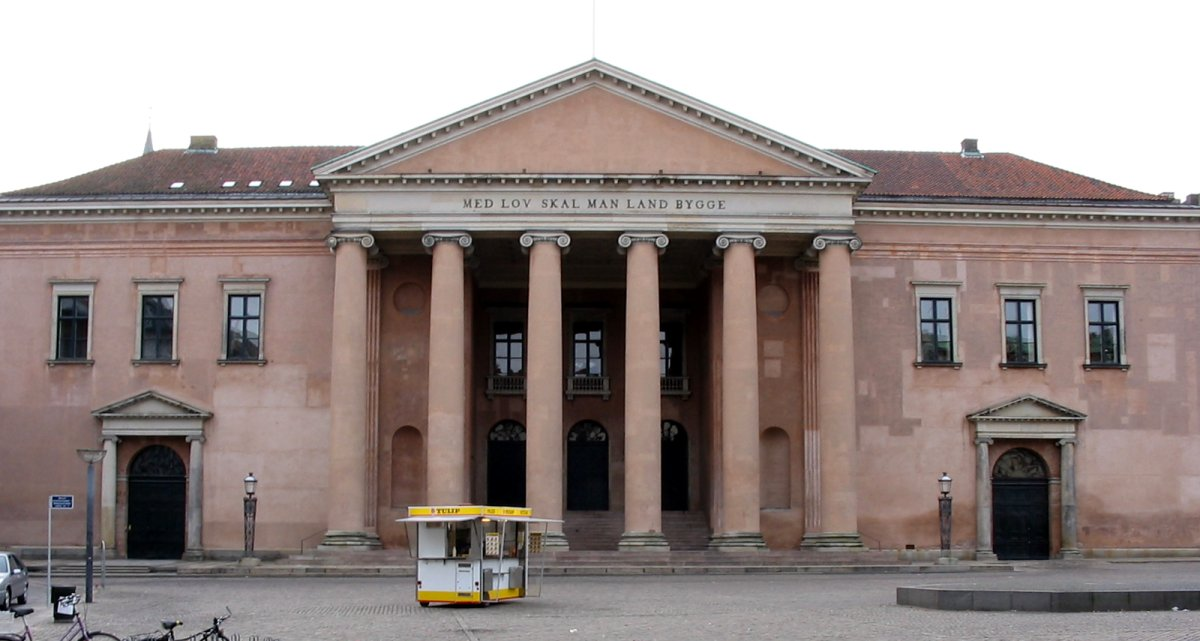
Palau de Justícia de Copenhaguen (1815), dissenyat per Christian Frederik Hansen
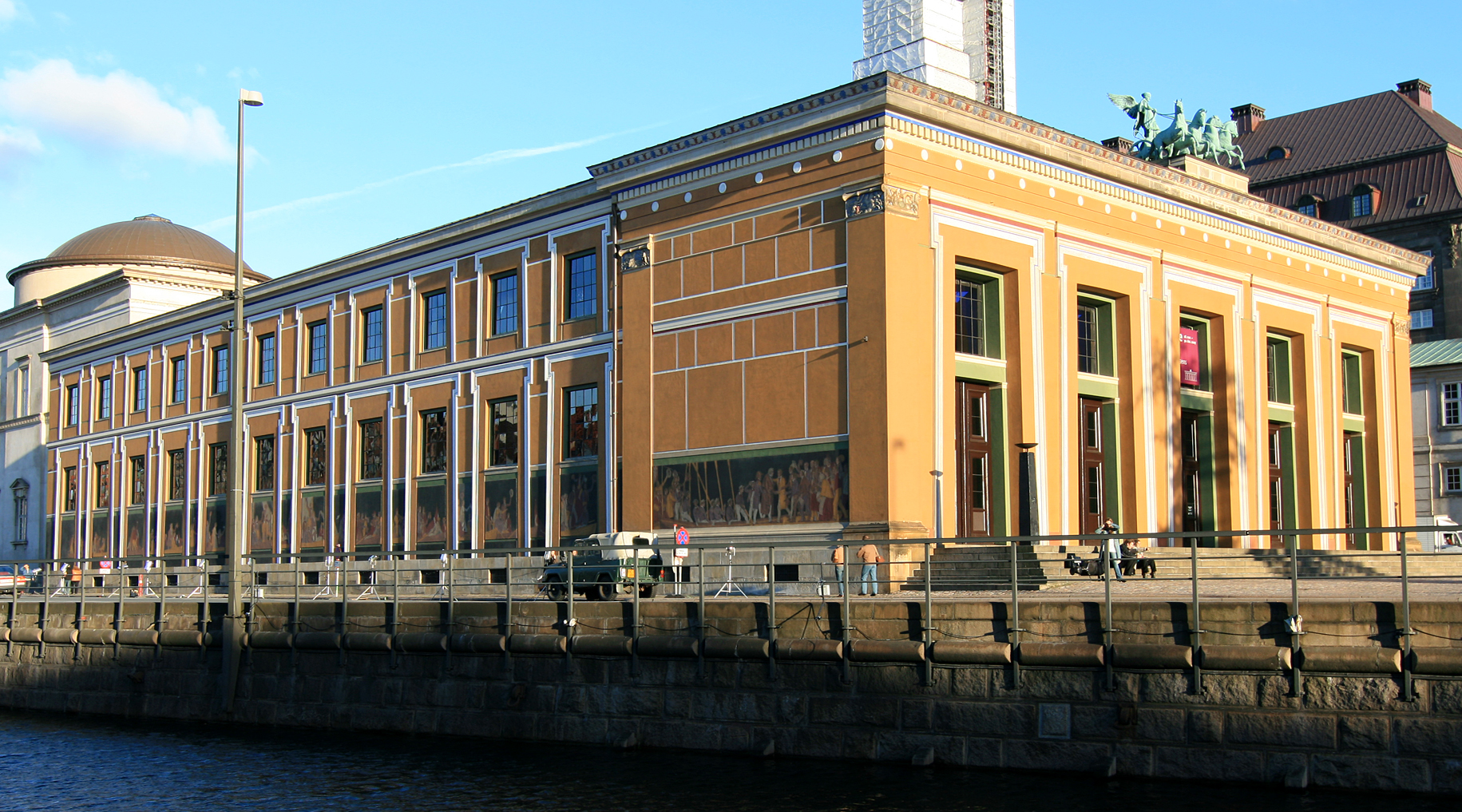
Museu Thorvaldsen per Michael Gottlieb Bindesbøll (1838–48)

## Música i ballet

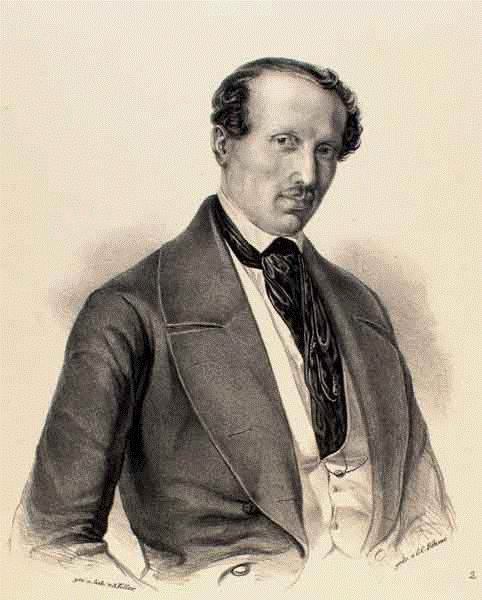
Hans Christian Lumbye (1810–1874)

El segle xix també va contemplar el sorgiment d'una sèrie de compositors danesos que van ser inspirats per nacionalisme romàntic. Johan Peter Emilius Hartmann (1805-1900) va contribuir a la cançó i el repertori de piano, així com a l'òpera i la música de ballet. Del 1843 fins a la seva mort, fou l'organista de l'Església de Nostra Senyora a Copenhaguen. Les seves obres no només són romàntiques, sinó també inspirades en general per les antiggues llegendes nòrdiques.
Hans Christian Lumbye (1810-1874) fou contractat com el primer director de música al parc d'atraccions de Copenhaguen Tivoli quan es va inaugurar en 1843. Allí va tenir una plataforma per a la presentació d'un gran repertori estranger i danès, incloent els seus nombrosos valsos i galopes. En 1839, havia escoltat una orquestra de música vienesa que tocava una obra de Johann Strauss, després de la qual cosa ell va compondre en el mateix estil; amb el temps es va guanyar el sobrenom de "L'Strauss del Nord". Una de les seves peces més populars, associada amb el Tivoli, és Champagnegaloppen, que comença amb el so feliç d'un esclat del suro del xampany. S'ha utilitzat en diverses pel·lícules daneses, incloent Reptilicus (1961), i Champagnegaloppen (1938).

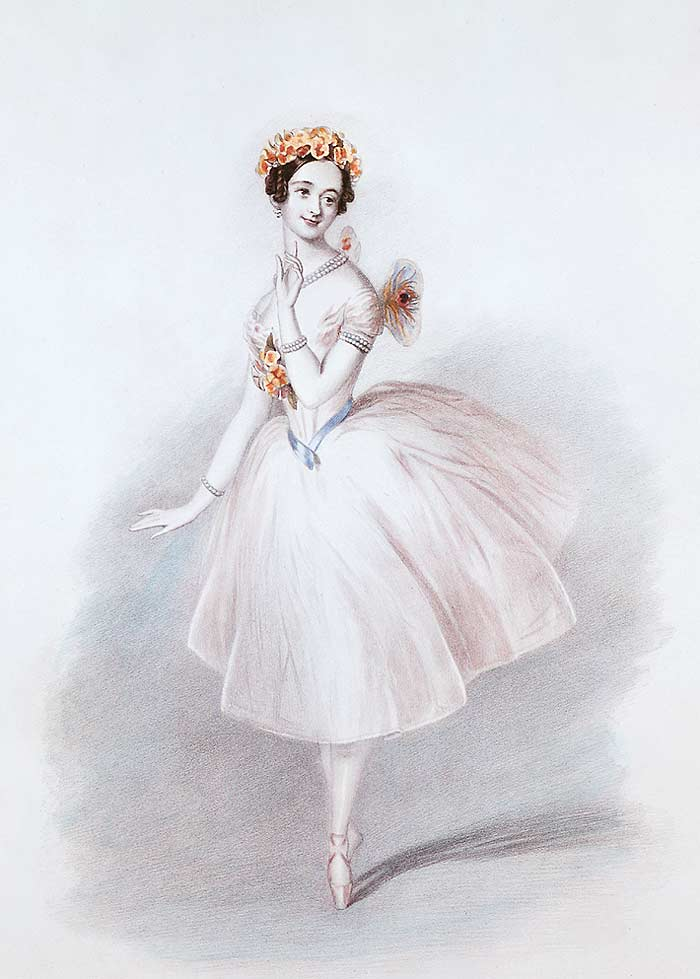
Marie Taglioni a La Sílfide de Bournonville

Niels W. Gade (1817-1890) va participar en el desenvolupament de la Musikforening (la Societat de Música), que havia estat fundada el 1836 amb el propòsit d'ampliar i millorar la comprensió de la música clàssica. Es va convertir en el seu director en 1850, i sota la seva gestió es van interpretar per primer cop a Dinamarca una sèrie d'obres mestres de la música coral, entre elles la Passió segons sant Mateu de Bach en 1875. Al jardí d'hivern a Copenhaguen, Gade va ajudar a ensenyar a les generacions futures, incloent Edvard Grieg i Carl Nielsen. En l'esperit de nacionalisme romàntic, va compondre 8 simfonies, un concert per a violí, música de cambra, òrgan i peces de piano i una sèrie de cantates de gran escala, entre elles Elverskud, l'obra més famosa de Dinamarca del seu tipus.

### Ballet
Un altre dels principals contribuents a l'escena musical durant l'Edat d'or fou August Bournonville (1805-1879), el famós mestre de ballet. De 1830 a 1877, fou coreògraf al Reial Ballet Danès, per al que va crear més de 50 ballets, admirats per la seva exuberància, lleugeresa i bellesa. Va crear un estil que, tot i estar influït pel ballet de París, és del tot seva. Les obres de Bournonville més conegudes són La Sílfide (1836), Napoli (1842), Le Conservatoire (1849), La kermesse a Bruges (1851) i Un conte popular (1854). Es va basar en una sèrie de diferents compositors incloent Holger Simon Paulli i Niels Gade. Els ballets són àmpliament interpretats avui dia, no només a Dinamarca, sinó a tot el món, especialment als Estats Units.

## Literatura i filosofia

### Literatura
Durant l'Edat d'or danesa, la literatura se centrà en el pensament romàntic. Va ser introduït en 1802 pel filòsof Henrik Steffens que va donar una exitosa sèrie de conferències a l'Elers' Kollegium. Va presentar els temes principals de romanticisme alemany, posant l'accent en la relació entre la natura, la història i la humanitat. El moviment es va mantenir pels romàntics, especialment Adam Oehlenschläger (1879-1850) Recordat avui per les seves ... Digte (1803) i Poetiske Skrifter (1805), Oehlenschläger ràpidament es va convertir en el poeta capdavanter a Dinamarca. Bernhard Severin Ingemann (1889-1862) també va publicar una col·lecció de poemes romàntics abans de produir primer una sèrie d'obres de teatre i, a continuació, una exitosa sèrie de novel·les i, finalment, una sèrie de bons poemes religiosos els quals, després d'haver estat musicats, es van convertir en una important addició als himnes cantats a les esglésies daneses.

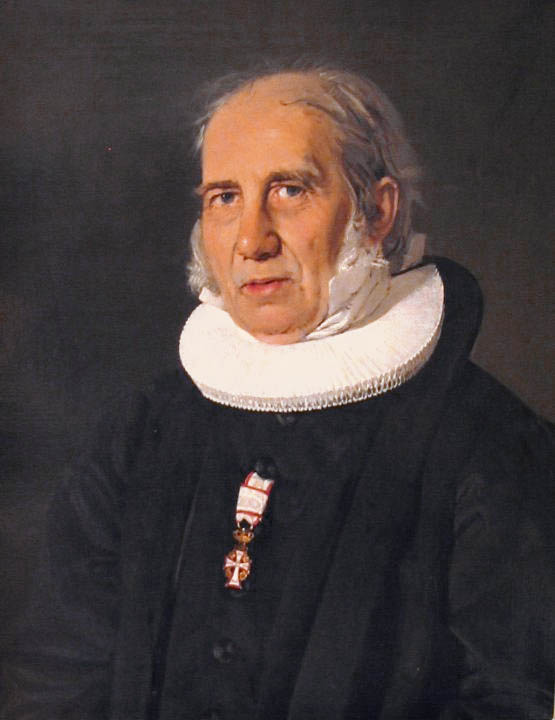
N. F. S. Grundtvig per Christian Albrecht Jensen

Una de les figures més importants de la cultura literària danesa fou N. F. S. Grundtvig (1783-1872) que va inculcar un esperit creixent de nacionalisme basat inicialment en la seva mitologia nòrdica (1808) i el seu llarg drama, La caiguda de la vida heroica al Nord (1809). A més d'un enorme corrent d'articles i poemes, va escriure diversos llibres, entre ells dos històries del món (1814 i 1817), el llarg poema històric Roskilde-Room (Rima o Roskilde) (1813), i un llibre de comentari, Roskilde Saga. El llibre d'himnes de Grundtvig va provocar un gran canvi en els serveis religiosos danesos, i substituí els himnes dels poetes nacionals per les lentes mesures de l'ortodòxia luterana. En total Grundtvig va escriure o traduí uns 1.500 himnes, entre ells Guds Ord det arvegods vortaron er ("La Paraula de Déu és el nostre gran patrimoni"), la majoria dels quals encara es canten amb freqüència en l'actualitat.

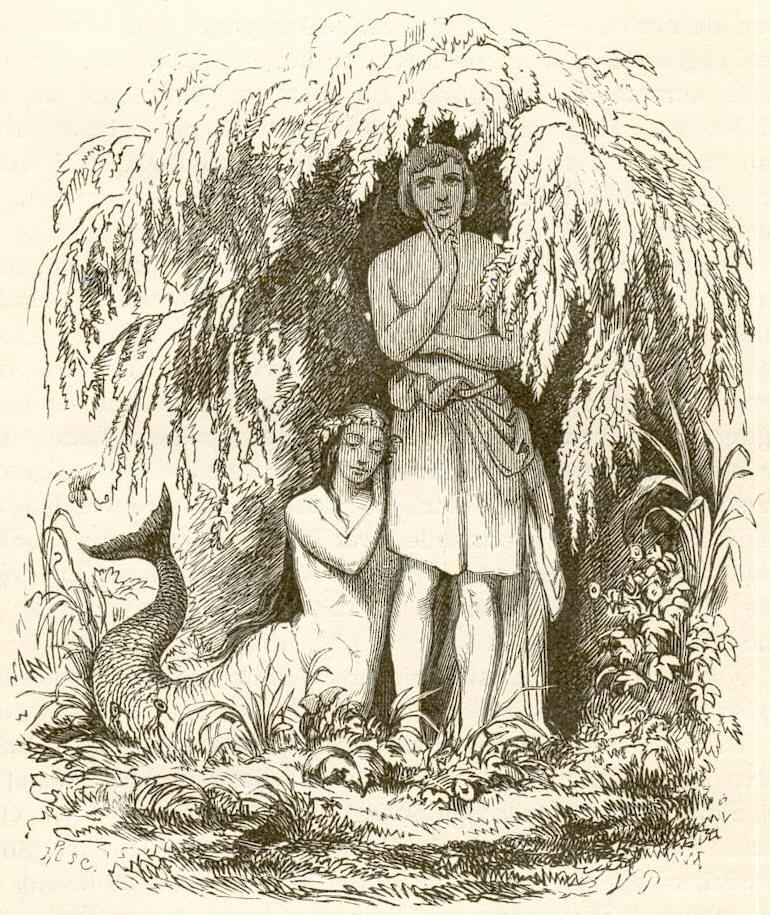
La Sireneta: Il·lustració per Vilhelm Pedersen

Hans Christian Andersen (1805-1875) és recordat sobretot pels seus contes de fades, escrits entre 1835 i 1872 no només per als nens sinó també per als adults. Entre els més populars es poden citar "El soldadet de plom", "La reina de les neus", "La Sireneta", "La patufeta", "La petita venedora de llumins" i "L'aneguet lleig". Considerat com el pare del conte de fades modern, Andersen va escriure un total de 156 contes de fades, només 12 dels quals tenien el seu origen en els contes populars. Però Andersen també va escriure una sèrie d'esbossos de viatge, diverses novel·les incloent la ben rebuda "Improvisatoren" (1835), una sèrie de poemes, i la seva autobiografia "El conte de fades de la meva vida" (1855).

### Filosofia
La filosofia danesa va ser dominada en la primera meitat del segle xix per la influència de Hegel i el hegelianisme. Johan Ludvig Heiberg (1791-1860), Frederik Christian Sibbern (1785 a 1872), i sobretot Hans Lassen Martensen (1803 a 1884), tots els quals van contribuir a la popularitat de l'idealisme de Hegel en diverses disciplines acadèmiques, tot i que la influència de Hegel es va reduir significativament pels volts del 1850. La crítica principal del hegelianisme, i el filòsof més important de Dinamarca en aquell moment, fou Søren Kierkegaard (des 1813-1855), filòsof existencialista i teòleg. Gran part de l'obra filosòfica de Kierkegaard té a veure amb qüestions de com es viu, i se centra en la prioritat de la realitat humana concreta sobre el pensament abstracte, tot destacant la importància de l'elecció personal i el compromís. Les seves principals obres estètiques inclouen O això o allò (Enten-Eller) (1843), Engrunes filosòfiques (Philosophiske Smuler) (1844), Estadis en el camí de la vida (Stadier paa Livets Vei) (1845) i Postil·la conclusiva no científica de les engrunes de filosofia (Afsluttende uvidenskabelig Efterskrift) (1846). En oposar-se a la filosofia hegeliana, promou l'enfocament existencial que augmenta la consciència individual de Déu, però a l'hora s'intensifica la seva desesperació per no poder arribar a la veritat eterna. Les seves obres religioses inclouen Obres d'Amor (Kjerlighedens Gjerninger) (1847) i Exercici de cristianisme (Indøvelse i Christendom) (1850). Una altra figura important en la filosofia danesa fou N. F. S. Grundtvig (1784–1872), les idees del qual es van convertir en una part important del desenvolupament de la identitat nacional de Dinamarca.

## Ciència

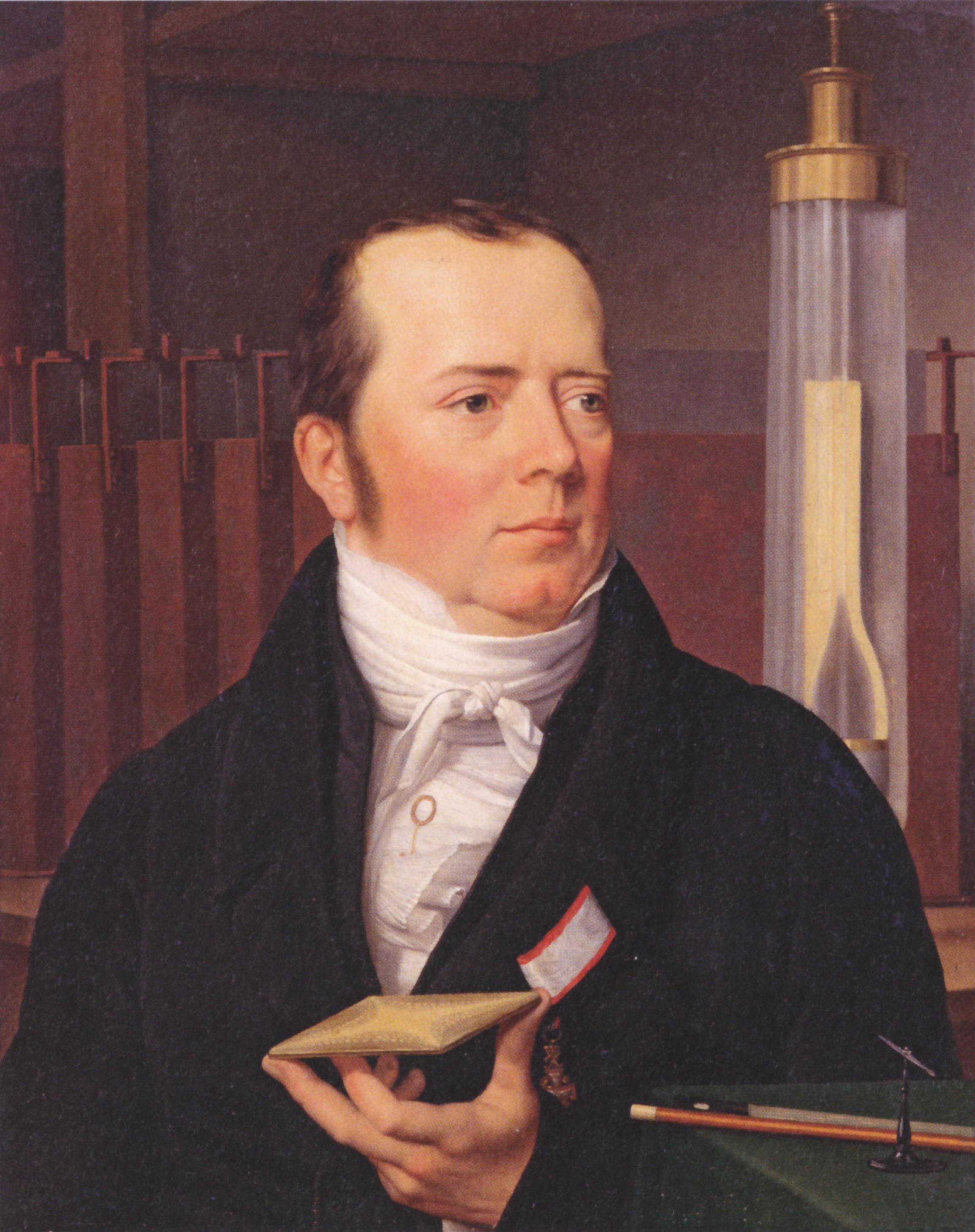
Hans Christian Ørsted

Un nom destaca, per sobre de tots els altres, entre els que van contribuir a la ciència durant l'Edat d'or danesa, i no és altre que el de Hans Christian Ørsted, prominent físic i químic conegut per l'observació que els corrents elèctrics indueixen camps magnètics, un aspecte important de l'electromagnetisme. Donà forma a la filosofia post-kantiana i als avenços de la ciència en tot el segle xix.
El 1824, Ørsted fundà la Selskabet for Naturlærens Udbredelse (SNU), una societat per difondre el coneixement de les ciències naturals. També va ser el fundador d'organitzacions predecessores que amb el temps es va convertir en l'Institut de Meteorologia de Dinamarca i l'Oficina Danesa de Patents i Marques. Ørsted va ser el primer pensador modern a descriure i nomenar l'experiment mental de manera explícita. Estava convençut que totes les coses en l'univers estaven relacionades, tant materialment com espiritual. Va descriure això en la seva obra filosòfica Ånden i naturen (L'esperit a la natura).
Ørsted contribuït de manera destacada a l'Edat d'Or, especialment a través de la seva estreta amistat amb Hans Christian Andersen.

## Impacte
Els principals actors en l'Edat d'or danesa no només han tingut un impacte durador a Dinamarca, sinó a tot el món. Els contes de fades de Hans Christian Andersen s'han traduït a més de 150 idiomes, més que qualsevol llibre, a part de la Bíblia, i se segueixen llegint als nens de tot el món.
Amb l'excepció de Ludvig Holberg, d'origen noruec, cap escriptor danès abans de 1870 va exercir una influència tan àmplia com Adam Oehlenschläger. La seva obra va despertar l'entusiasme dels seus compatriotes per la poesia i la religió dels seus avantpassats, en la mesura que el seu nom segueix sent fins avui sinònim de romanticisme escandinau.
En l'arquitectura, en dissenyar el Museu Thorvaldsen, Michael Bindesbøll va parar especial atenció a alliberar l'edifició dels seus encontorns. La seva lliure percepció de l'espai va servir com a principi rector de les ciutats i els edificis del futur.
El coreògraf August Bournonville resistint molts dels excessos dels ballets de l'època romàntica, va donar la mateixa importància als rols masculins i femenins en el seu treball en un moment en què al ballet europeu destacava la ballarina.
N. F. S. Grundtvig exercí una influència considerable en l'educació, la promoció d'un esperit de llibertat, la poesia i la creativitat disciplinada. En oposar-se a la compulsió i als exàmens, va advocar per desencadenar la creativitat humana d'acord amb l'ordre universal creador de vida. S'havia d'encendre un esperit de llibertat, cooperació i descobriment en els individus, en la ciència, i en la societat en el seu conjunt. Søren Kierkegaard també ha influït fortament en la filosofia i la literatura fins al dia d'avui. Entre els molts que s'han beneficiat de les seves idees hi ha Jean-Paul Sartre, Niels Bohr i W. H. Auden.
Els avenços científics de Hans Christian Ørsted contribuïren de manera fonamental al desenvolupament de la química, amb el seu treball sobre l'alumini, i especialment en la física, amb la seva recerca conclusiva sobre l'electromagnetisme.
Finalment, moltes de les obres dels pintors i escultors de l'època segueixen sent exposades en els millors museus i galeries del món. Alguns, com Christen Købke, han atret un renovat interès en els últims anys.